# Коса Федотова
Коса Федотова — ландшафтный заказник общегосударственного значения в границах Приазовского национального природного парка, расположенный на территории Акимовского района (Запорожская область, Украина). Заказник создан 20 августа 1996 года. Площадь — 1 910 га. Управляющая организация заказника — Кирилловский поссовет.

## История
Согласно Указу Президента Украины Леонида Кравчука от 10.03.1994 года № 79/94 («Про резервування для наступного заповідання цінних природних територій»), Коса Федотова вошла с Список ценных природных территорий, что резервируются для первоочередной организации в 1994-1996 годах новых и расширения существующих объектов ПЗФ общегосударственного значения.
Ландшафтный заказник общегосударственного значения был создан Указом Президента Украины Леонида Кучмы от 20 августа 1996 года №715/96. Заказник вошёл (с сохранением своего статуса) в состав (зоны регулируемой рекреации) Приазовского национального природного парка, созданного 10 февраля 2010 года Указом Президента Украины Виктора Ющенко №154/2010. с сохранением своего статуса.

## Описание
Заказник создан с целью охраны, сохранения, возобновления и рационального использования природных комплексов северо-западного побережья Азовского моря.
Занимает одноименную косу, которая вместе с косой Бирючий остров отделяет Утлюкский лиман от Азовского моря, что юго-западнее посёлка городского типа Кирилловка. Юго-западнее (коса Бирючий остров) примыкает Азово-Сивашский национальный природный парк (его восточная часть), западнее (Утлюкский лиман) — заповедная зона Приазовского НПП, восточнее (полоса акватории Азовского моря) — хозяйственная зона Приазовского НПП.
Ранее существовало село Степок в средней части косы.

## Природа
Природный комплекс представляет из песчаную косу на северном побережье Азовского моря с уникальной водно-болотной и степной растительностью. Среди растений встречаются кермек Мейера, кермек плосколистный и другие эндемичные и редкие виды. Берег со сторону Утлюкского лимана зарастает прибрежно-водной растительностью (тростник обыкновенный). Является местом гнездования многочисленных видов птиц.